# Alicia Faubel
Alicia Faubel (Alicante, 9 de enero de 1997) es una modelo, actriz y reina de belleza española, ganadora del concurso Miss Universo España 2022.

## Trayectoria

### Vida y carrera
Faubel nació el 9 de enero de 1997 en Alicante, Valencia. Anteriormente vivió en Filipinas, donde trabajó como modelo. Apareció en la portada de la edición de agosto de 2015 de la revista GADGETS , con sede en Taguig.
Interpretó a Alicia DiSanto en General Commander, que se estrenó en los Estados Unidos el 28 de mayo de 2019. La película de acción fue protagonizada por Steven Seagal.

### Concursos de belleza
El 10 de septiembre de 2022, Faubel representó a Valencia en Miss Universo España 2022 y compitió contra otras 22 candidatas en Los Olivos Beach Resort en Adeje, Tenerife. Ganó el título y reemplazo a Sarah Loinaz. Representó a España en Miss Universo 2022, donde terminó en el Top 16.

## Filmografía
| Año  | Título            | Papel          |
| ---- | ----------------- | -------------- |
| 2019 | General Commander | Alicia DiSanto |